# Buck Danny (stripfiguur)

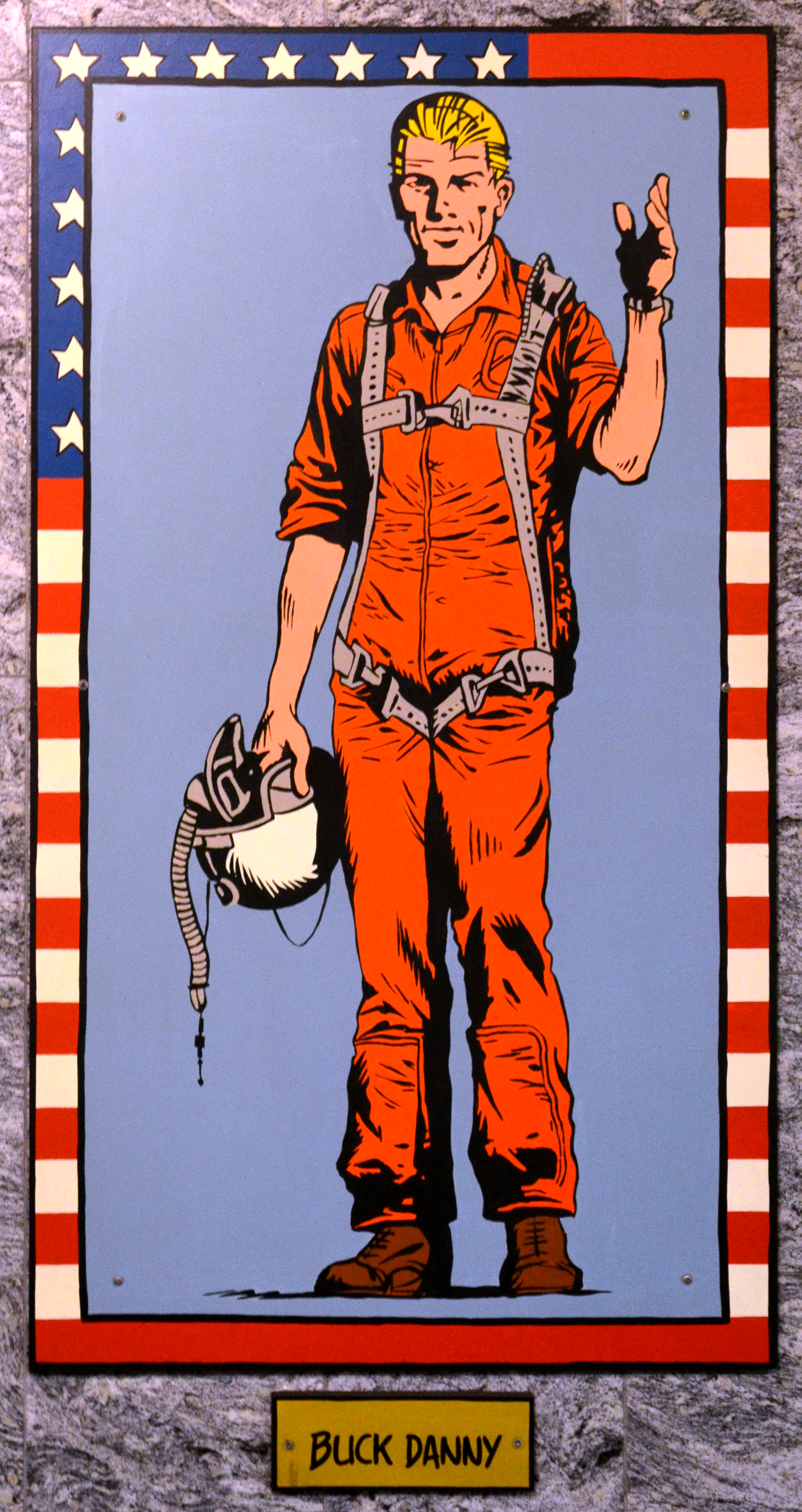
Buck Danny

Buck Danny is het titelpersonage van de stripreeks Buck Danny.
Buck Danny is een Amerikaan die na zijn schoolcarrière vlak voor de Tweede Wereldoorlog op zoek naar werk gaat. Hij vindt een job in Hawaï, Pearl Harbor als een ingenieur voor een scheepswerf. Op 7 december 1941 vindt de aanval op Pearl Harbor plaats. Hierdoor raakt Buck betrokken bij het strijdperk in de Grote Oceaan. Hij besluit om bij de marine te gaan als piloot, waar hij begint als kapitein op het vliegdekschip de Yorktown. 
Tijdens de oorlog ontmoet hij zijn twee trouwe vrienden Sonny Tuckson en Jerry Tumbler. Door heldhaftige daden wordt hij bevorderd tot majoor. Zodra de oorlog voorbij is wordt hij kolonel. Maar toch besluit hij na de oorlog te stoppen met het dienen in het leger. Waarna hij met zijn twee trouwe vrienden naar Arabië gaat om toch maar een job te vinden, blijkt achteraf dat ze moeten dienen als wapensmokkelaars. Door dit avontuur worden de drie schatrijk. Maar bij een bezoek aan de luchtmachtbasis beseffen de drie dat ze het vliegen toch niet kunnen weerstaan en besluiten terug het leger in te gaan als piloot.  
Hun geld geven ze aan een ingenieur om een nieuwe straalmotor te ontwerpen, die ingebouwd in een vliegtuig de mogelijkheid biedt om sneller dan het geluid te vliegen tegen een aanmerkelijk lager brandstofverbruik. Hierdoor worden langeafstandsvluchten mogelijk hetgeen Buck bewijst door ondanks sneeuwstormen en hevige tegenwind toch in een keer van hun basis naar de Noordpool en weer terug te vliegen. Vervolgens komt hij in de Koreaanse Oorlog terecht. Verder beleven de drie dan nog verschillende avonturen waar ze het moeten opnemen tegen hun aartsrivaal: Lady X. Maar ze strijden ook tegen de maffia, rebellen, de Russen en terroristische organisaties. Buck Danny had ondertussen allang gepromoveerd kunnen worden tot generaal; dit heeft hij echter geweigerd omdat dit het einde zou betekenen van het vliegen en het begin van een bureaubaantje.